# Theodor Raillard
Theodor Raillard (Königsberg, avui Kaliningrad, 27 de setembre de 1864 - Leipzig, 31 de gener de 1929) fou un compositor alemany.
Va fer uns sòlids estudis en l'Acadèmia reial de Berlín, i de 1888 a 1893 fou professor de música a Uppingham (Anglaterra), i més tard va fundar un institut musical a Leipzig.
Va escriure nombroses composicions per a piano, motets a 8 veus, cantates per a veus d'homes, etc. Una petita llista de les obres de Raillard:
- Abend (tarda), op 8 (dues cançons per a veu amb acompanyament de piano 1) no. 2
- Es stehen unbeweglich (en Cinc Cançons) (Text: Heinrich Heine)
- Nur Du, Op. 4 (dos duos per a soprano i contralt amb piano)
- O feliç, que va trobar un cor, op 4 (Dos duos per a soprano i Alt amb piano) (Text: August Heinrich Hoffmann von Fallersleben)
- Trutzlied, op 8 (dues cançons per a veu amb acompanyament de piano 1) (Text: Paul Heyse)